# Populus haoana
Populus haoana (лат.) — вид лиственных деревьев из рода Тополь семейства Ивовые (Salicaceae), произрастающий только на территории нескольких провинций Китая.

## Распространение
Эндемичный вид деревьев, встречаются на юго-востоке провинции Сычуань и на северо-западе провинции Юньнань.
Лесной вид тополей, произрастает в смешанных лесах, в горах и долинах, на высотах от 2200 до 3600 метров над уровнем моря. 
.

## Ботаническое описание
Деревья до 20 м высотой с гладкой корой серого цвета. Ветви тёмно-коричневые или красновато-коричневые, толстые, опушенные или голые. 
Почки опушенные, слегка липкие. Листья на опушённых черешках длиной 4—7 см.
Листовая пластинка яйцевидно-округлая или от яйцевидной до длинно-яйцевидно-эллиптической, размерами 10—18 (до22) × 5—11 см, верхняя сторона ярко-зелёная, волосистая, густоопушенная вдоль жилок, оборотная тускло-зелёная, опушенная вдоль жилок. Основание листа сердцевидное или клиновидное. Край листа железисто-пильчатый или городчато-пильчатый, вершина коротко заострённая, часто закрученная. 
Плодоносящая сережка от 8 до 40 см длинной; цветоножка опушенная или голая. Плод яйцевидная коробочка, 3- или 4-створчатая, почти сидячая. Семена коричневые, размером более 1 мм.

## Таксономия
Populus haoana W.C.Cheng & C.Wang, Bulletin of Botanical Laboratory of North-Eastern Forestry Institute 4: 17–19, t. 1 (1979)
Вид обладает некоторым сходством с разновидностью сычуаньского тополя Populus szechuanica var. tibetica, но имеет более крупные листья, и густо опушённые веточки, черешки, жилки листьев и сережки, по сравнению с тибетской разновидностью тополя сычуаньского.
Выделяют несколько разновидностей:
- Populus haoana var. haoana — номинальная разновидность, листовая пластинка длиной 10—18 см, край железисто-пильчатый; плодоносящая сережка до 18 см длиной, гребень серёжки опушенный.
- Populus haoana var. megaphylla Z.Wang & S.L.Tung — листовая пластинка длиной 22—35 см, край железисто-городчато-пильчатый; плодоносящая сережка до 40 см длиной; гребень серёжки голый.
- Populus haoana var. macrocarpa Z.Wang & S.L.Tung — плодоносящая сережка около 8 см длиной, коробочка около 12 мм.
- Populus haoana var. microcarpa Z.Wang & S.L.Tung — плодоносящая сережка около 8 см длиной, коробочка около 5 мм.